# Poa cucullata
Poa cucullata är en gräsart som beskrevs av Eduard Hackel. Poa cucullata ingår i släktet gröen, och familjen gräs. Inga underarter finns listade i Catalogue of Life.